# The Night the Light Went On (In Long Beach)
The Night the Light Went On (In Long Beach) è un album live della Electric Light Orchestra, datato 1974. Il titolo è ispirato all'LP The Night the Lights Went Out in Georgia (1973) di Vicky Lawrence. È stato registrato a Long Beach, in California.

## L'album
Era stato inizialmente concepito come seguito di On the Third Day, il cammino che portò alla sua registrazione fu segnato da vari problemi: il camion che trasportava le apparecchiature per il concerto ebbe degli inconvenienti tecnici, e la band non ebbe tempo sufficiente per effettuare un corretto controllo del suono prima del concerto. Sia le etichette inglesi sia quelle americane si schierarono contro la sua pubblicazione, anche se fu pubblicato nel Regno Unito nel 1986. Fu "legittimamente" pubblicato in Germania e in pochi altri paesi. Non fu mai pubblicato negli Stati Uniti.
In più, gli stampati sui vinili furono di una tale scarsa qualità da convincere i manager degli ELO ad intraprendere azioni legali contro la società produttrice per ottenere un risarcimento.
Anche la sgargiante copertina del disco contribuì al poco successo che raccolse. L'interno mostra delle foto distorte sull'esibizione live della band.
La rimasterizzazione del 1990 (che fu poi pubblicata nel 1998) rimediò alla bassa qualità dell'audio e a molte altre imperfezioni. Ripristinò anche alcune canzoni alla loro durata originale, con l'aggiunta di alcuni bonus tracks. Si scoprì inoltre che, per produrre l'album, venne usata una registrazione di bassa qualità del concerto; nella rimasterizzazione viene invece utilizzata come base la registrazione ufficiale.

## Tracce
1. Daybreaker (Jeff Lynne) – 5:34
2. Showdown (Lynne) – 6:54
3. Day Tripper (John Lennon, Paul McCartney) – 6:40
4. 10538 Overture (Lynne) – 5:44
5. Mik's Solo/Orange Blossom Special (Mik Kaminski / E. T. Rouse) – 2:28
6. In The Hall Of The Mountain King / Great Balls of Fire (Edvard Grieg / Jack Hammer & Otis Blackwell) – 8:35
7. Roll Over Beethoven (Chuck Berry) – 4:25

## Formazione
- Jeff Lynne - voce, chitarre
- Bev Bevan - batteria
- Richard Tandy - tastiere
- Mike de Albuquerque - basso, voce
- Mik Kaminski - violino
- Hugh McDowell - violoncello
- Mike Edwards - violoncello